# Midnight in the Switchgrass - Caccia al serial killer
Midnight in the Switchgrass - Caccia al serial killer (Midnight in the Switchgrass) è un film del 2021 diretto da Randall Emmett.

## Trama
Pensacola. Sotto un ponte viene ritrovato il cadavere di una giovane donna e Byron crede che l'omicidio sia collegato ad altri casi degli ultimi mesi, il suo capo però non vuole che prosegua le indagini. Non sanno che anche due agenti dell'FBI, Rebecca e Karl, sono sulle tracce di quello che ormai è un vero e proprio serial killer.
I due federali stanno cercando di arrestare il sospettato traendolo in una trappola, conoscendo che le sue "prede" preferite sono giovani prostitute, Rebecca fa da esca ma ogni tentativo si rivela non sufficiente. Quando i due si trovano sulla scena di un nuovo omicidio conoscono Byron e decidono di indagare insieme.
Il serial killer ha già rapito una ragazza e scatta una corsa contro il tempo per salvarla. Karl ha problemi familiari e chiede a Rebecca di lasciare il caso e trasferirsi, lei però è convinta di poterlo adescare e arrestare così chiede aiuto a Byron. I due tendono una trappola in un bar e quando Byron si distrae con quello che pensava fosse il sospettato, Peter ha modo di avvicinarsi a Rebecca, drogarla e portarla via.
Byron cerca quindi indizi sul camionista per rintracciarlo e trarre in salvo le due donne. Nel frattempo Rebecca, ormai segregata in un capanno degli attrezzi vicino alla fattoria dove vive Peter con la sua famiglia, convince Tracy a trovare le forze e fuggire, trovando riparo nella casa di una vicina.
Peter ormai furioso, non riuscendo a trovare Tracy, decide di assassinare Rebecca che riesce a metterlo fuori gioco, fortunatamente Byron riesce a trovarla in tempo per portarla in salvo.

## Distribuzione

### Data di uscita
Il film è stato proiettato in anteprima assoluta al Gasparilla International Film Festival il 13 giugno 2021.
Le date di uscita internazionali nel corso del 2021 sono state:
- 23 luglio negli Stati Uniti d'America
- 27 luglio in Canada, Italia
- 2 agosto in Argentina (Medianoche en el Switchgrass)
- 5 agosto in Russia (Полночь на злаковом поле)
- 16 agosto in Regno Unito
- 16 settembre in Portogallo (Meia-Noite em Switchgrass)
- 23 settembre in Arabia Saudita, Egitto, Emirati Arabi Uniti (منتصف الليل في سويتشجراس)
- 15 ottobre in Germania (Midnight in the Switchgrass - Auf der Spur des Killers)
- 28 ottobre nei Paesi Bassi
- 29 ottobre in Sudafrica
- 2 dicembre in Francia (La proie)

Le date di uscita internazionali nel corso del 2022 sono state:
- 30 marzo in Corea del Sud
- 7 aprile in Svezia
- 8 aprile in Spagna (Tras la pista del asesino)
- 15 aprile in Polonia (Po śladach mordercy)
- 1º luglio in Giappone (ミッドナイト・イン・ザ・スイッチグラス?)
- 22 settembre in Australia
- 2 dicembre in Indonesia

### Divieti
Negli Stati Uniti d'America la MPAA ha classificato il film come vietato ai minori di 17 anni non accompagnati da un adulto per scene contenenti linguaggio inappropriato e violenza.

### Edizione italiana
La direzione del doppiaggio è di Roberta De Roberto e i dialoghi italiani sono curati da Piergiorgio De Luca per conto della Tiger Film.

## Accoglienza

### Critica
Sull'aggregatore di recensioni Rotten Tomatoes il film riceve il 29% delle recensioni professionali positive con un voto medio di 3,8 su 10 basato su 7 recensioni, mentre su Metacritic ha un punteggio di 24 su 100 basato su 9 recensioni.

## Riconoscimenti
- 2021 – Razzie Awards[6]
  - Candidatura alla peggior attrice protagonista a Megan Fox